# Virtus Entella 2016-2017
Questa voce raccoglie le informazioni riguardanti la Virtus Entella nelle competizioni ufficiali della stagione 2016-2017.

## Stagione
Nel 2016-2017 l'Entella disputa il suo terzo campionato cadetto, ottenendo con 54 punti una tranquilla salvezza, grazie all'undicesima piazza. Allenata da Roberto Breda la Virtus raccoglie 29 punti nel girone di andata, poi nel finale di torneo ha un netto cedimento, ne fa le spese il tecnico che a fine aprile, dopo tre sconfitte di fila, viene avvicendato da Gianpaolo Castorina, ma quando il mantenimento della categoria cadetta era già consolidato. L'Entella ha fatto affidamento sulla verve realizzativa del barese Francesco Caputo che è continuata anche in questa stagione, 17 centri la scorsa stagione, 18 le reti firmate in questa stagione. Nella Coppa Italia Tim Cup la Virtus Entella nel secondo turno ha eliminato (2-0) l'Ancona, poi nel terzo turno lascia il torneo, pesantemente battuta (3-0) dal Chievo Verona.

## Divise e sponsor
Il fornitore ufficiale di materiale tecnico per la stagione 2016-2017 è Acerbis, mentre gli sponsor ufficiali sono Creditis, Arinox e Due Energie Duferco Group.
| 1ª divisa | 2ª divisa | 3ª divisa |

## Rosa
| N. |                       | Ruolo | Calciatore                 |
| -- | --------------------- | ----- | -------------------------- |
| 1  | Italia (bandiera)     | P     | Andrea Paroni              |
| 3  | Mali (bandiera)       | D     | Cheick Keita               |
| 3  | Italia (bandiera)     | D     | Lorenzo Filippini          |
| 4  | Italia (bandiera)     | D     | Francesco Belli            |
| 5  | Italia (bandiera)     | D     | Luca Ceccarelli            |
| 6  | Italia (bandiera)     | C     | Fabio Gerli                |
| 6  | Italia (bandiera)     | D     | Simone Pecorini            |
| 7  | Portogallo (bandiera) | C     | Pedro Costa Ferreira       |
| 8  | Italia (bandiera)     | C     | Michele Troiano (capitano) |
| 9  | Italia (bandiera)     | A     | Francesco Caputo           |
| 10 | Italia (bandiera)     | A     | Aniello Cutolo             |
| 10 | Italia (bandiera)     | A     | Andrea Catellani           |
| 11 | Italia (bandiera)     | C     | Simone Palermo             |
| 12 | Tunisia (bandiera)    | C     | Aladin Ayoub               |
| 13 | Italia (bandiera)     | D     | Simone Benedetti           |
| 14 | Italia (bandiera)     | C     | Luca Tremolada             |
| 15 | Italia (bandiera)     | D     | Michele Pellizzer          |

| N. |                       | Ruolo | Calciatore           |
| -- | --------------------- | ----- | -------------------- |
| 16 | Italia (bandiera)     | A     | Francesco Puntoriere |
| 17 | Italia (bandiera)     | C     | Manuel Di Paola      |
| 18 | Marocco (bandiera)    | C     | Abderazzak Jadid     |
| 19 | Italia (bandiera)     | D     | Simone Iacoponi      |
| 20 | Italia (bandiera)     | A     | Davide Diaw          |
| 21 | Italia (bandiera)     | C     | Nicolò Zaniolo       |
| 22 | Italia (bandiera)     | P     | Alessandro Iacobucci |
| 23 | Italia (bandiera)     | D     | Simone Sini          |
| 25 | Portogallo (bandiera) | A     | Dany Mota            |
| 26 | Italia (bandiera)     | A     | Gaetano Masucci      |
| 27 | Rep. Ceca (bandiera)  | C     | Jan Havlena          |
| 28 | Senegal (bandiera)    | D     | Joel Baraye          |
| 29 | Algeria (bandiera)    | C     | Najib Ammari         |
| 30 | Italia (bandiera)     | C     | Marco Moscati        |
| 32 | Italia (bandiera)     | A     | Giacomo Beretta      |
| 33 | Italia (bandiera)     | C     | Francesco Ardizzone  |

## Calciomercato

### Sessione estiva(dal 01/07 al 31/08)
| Acquisti         | Acquisti             | Acquisti      | Acquisti                |
| R.               | Nome                 | da            | Modalità                |
| ---------------- | -------------------- | ------------- | ----------------------- |
| D                | Simone Benedetti     | Cagliari      | definitivo              |
| D                | Michele Pellizzer    | Cittadella    | definitivo (0,27 mln €) |
| C                | Marco Moscati        | Livorno       | prestito                |
| C                | Luca Tremolada       | Arezzo        | svincolato              |
| A                | Giacomo Beretta      | Milan         | prestito                |
| A                | Francesco Caputo     | Bari          | definitivo              |
| A                | Stefano Moreo        | Teramo        | fine prestito           |
| A                | Dany Mota Carvalho   | Pétange       | definitivo              |
| Altre operazioni |                      |               |                         |
| R.               | Nome                 | da            | Modalità                |
| P                | Aladin Ayoub         | AltoVicentino | fine prestito           |
| P                | Maarten van der Want | Olbia         | fine prestito           |
| P                | João Zanotti         | Mestre        | fine prestito           |
| D                | Joel Baraye          | Brescia       | definitivo              |
| D                | Luca Cecchini        | Teramo        | fine prestito           |
| D                | João da Silva        | Udinese       | definitivo              |
| D                | Stefano Lanini       | Pistoiese     | fine prestito           |
| D                | Lorenzo Negro        | Torres        | fine prestito           |
| D                | Luca Oneto           | Lavagnese     | fine prestito           |
| D                | Antony Viscardi      | Fezzanese     | fine prestito           |
| D                | Valerio Zigrossi     | Savona        | fine prestito           |
| C                | Antonio Cardore      | Martina       | fine prestito           |
| C                | Fabio Gerli          | Santarcangelo | fine prestito           |
| C                | Paolo Valagussa      | Renate        | fine prestito           |
| A                | Davide Diaw          | Tamai         | definitivo              |
| A                | Francesco Zottino    | Liventina     | fine prestito           |

| Cessioni         | Cessioni             | Cessioni            | Cessioni      |
| R.               | Nome                 | a                   | Modalità      |
| ---------------- | -------------------- | ------------------- | ------------- |
| P                | Daniele Borra        | Arezzo              | prestito      |
| D                | Héctor Otín          | Reggiana            | prestito      |
| D                | Luca Zanon           | Fiorentina          | fine prestito |
| C                | Alessio Sestu        | Chievo              | fine prestito |
| C                | Lorenzo Staiti       |                     | svincolato    |
| C                | Gennaro Volpe        |                     | fine carriera |
| A                | Samuel Di Carmine    | Perugia             | fine prestito |
| A                | Stefano Moreo        | Venezia             | prestito      |
| Altre operazioni |                      |                     |               |
| R.               | Nome                 | da                  | Modalità      |
| P                | Maarten van der Want | Olbia               | definitivo    |
| P                | João Zanotti         | Montebelluna        | prestito      |
| D                | Luca Cecchini        | Lucchese            | definitivo    |
| D                | Lorenzo Negro        |                     | svincolato    |
| D                | Luca Oneto           | Santarcangelo       | prestito      |
| D                | Nicola Stefanelli    | Renate              | prestito      |
| D                | Antony Viscardi      | Fezzanese           | svincolato    |
| D                | Valerio Zigrossi     | Fano                | prestito      |
| C                | Antonio Cardore      | Viterbese Castrense | prestito      |
| C                | Paolo Valagussa      | Gubbio              | prestito      |
| A                | Francesco Zottino    |                     | svincolato    |

### Sessione invernale(dal 03/01 al 31/01)
| Acquisti | Acquisti            | Acquisti      | Acquisti      |
| R.       | Nome                | da            | Modalità      |
| -------- | ------------------- | ------------- | ------------- |
| D        | Lorenzo Filippini   | Lazio         | prestito      |
| D        | Héctor Otín         | Reggiana      | fine prestito |
| D        | Simone Pecorini     | Ascoli        | definitivo    |
| D        | Nicola Stefanelli   | Renate        | fine prestito |
| D        | Niccolò Urso        | Santarcangelo | prestito      |
| C        | Francesco Ardizzone | Pro Vercelli  | definitivo    |

| Cessioni | Cessioni             | Cessioni        | Cessioni               |
| R.       | Nome                 | a               | Modalità               |
| -------- | -------------------- | --------------- | ---------------------- |
| D        | Simone Iacoponi      | Parma           | definitivo             |
| D        | Cheick Keita         | Birmingham City | definitivo (1,7 mln €) |
| D        | Héctor Otín          | Gubbio          | prestito               |
| D        | Nicola Stefanelli    | Gubbio          | prestito               |
| C        | Giacomo Beretta      | Milan           | fine prestito          |
| C        | Pedro Costa Ferreira | Lecce           | definitivo             |
| C        | Fabio Gerli          | Bassano Virtus  | prestito               |
| C        | Abderazzak Jadid     |                 | svincolato             |
| A        | Aniello Cutolo       | Juve Stabia     | definitivo             |
| A        | Gaetano Masucci      | Pisa            | definitivo             |

## Risultati

### Serie B

#### Girone di andata
| Arbitro: | Saia (Palermo) |

|                               |           |  |
| A. Russo 45+1’ D. Ciofani 60’ | Marcatori |  |

| Arbitro: | Di Martino (Teramo) |

|                        |           |  |
| Masucci 34’ Caputo 66’ | Marcatori |  |

| Chiavari 12 settembre 2016, ore 20:30 CEST 3ª giornata | Virtus Entella        | 0 – 0 referto | Pisa | Stadio comunale (4 171 spett.)\| Arbitro: \| Abbattista (Molfetta) \| |
| Arbitro:                                               | Abbattista (Molfetta) |               |      |                                                                       |

| Arbitro: | Baroni (Firenze) |

|                             |           |                         |
| Giani 38’ Schiattarella 39’ | Marcatori | 7’ Pellizzer 33’ Caputo |

| Arbitro: | La Penna (Roma) |

|                          |           |              |
| Ceccarelli 5’ Caputo 72’ | Marcatori | 34’ Nicastro |

| Arbitro: | Rapuano (Rimini) |

|                             |           |            |
| Crimi 16’ Bianco 70’ (rig.) | Marcatori | 67’ Caputo |

| Arbitro: | Mainardi (Bergamo) |

|                                                   |           |           |
| Ceccarelli 9’ Cutolo 29’ Caputo 70’ Tremolada 78’ | Marcatori | 47’ Siega |

| Arbitro: | Minelli (Varese) |

|            |           |             |
| Brienza 3’ | Marcatori | 9’ Iacoponi |

| Arbitro: | Chiffi (Padova) |

|                                   |           |                   |
| Tremolada 29’ Sini 43’ Caputo 60’ | Marcatori | 12’, 20’ Ceravolo |

| Arbitro: | Ros (Pordenone) |

|          |           |           |
| Coda 58’ | Marcatori | 3’ Caputo |

| Arbitro: | Saia (Palermo) |

|  |           |            |
|  | Marcatori | 81’ Ammari |

| Arbitro: | Sacchi (Macerata) |

|                                          |           |  |
| Ammari 10’ Caputo 46’, 65’ Tremolada 88’ | Marcatori |  |

| Arbitro: | Serra (Torino) |

|                              |           |             |
| Cacia 41’ (rig.) Favilli 89’ | Marcatori | 14’ Troiano |

| Chiavari 13 novembre 2016, ore 15:00 CET 14ª giornata | Virtus Entella     | 0 – 0 referto | Pro Vercelli | Stadio comunale (2 373 spett.)\| Arbitro: \| Marinelli (Tivoli) \| |
| Arbitro:                                              | Marinelli (Tivoli) |               |              |                                                                    |

| Arbitro: | Martinelli (Roma) |

|                              |           |  |
| Palombi 1’ Avenatti 26’, 70’ | Marcatori |  |

| Arbitro: | Nasca (Bari) |

|             |           |               |
| Troiano 79’ | Marcatori | 27’ Valentini |

| Arbitro: | Di Paolo (Avezzano) |

|            |           |             |
| Corvia 23’ | Marcatori | 84’ Masucci |

| Arbitro: | Marini (Roma) |

|                             |           |                         |
| Masucci 78’ Pellizzer 90+2’ | Marcatori | 9’ Coronado 90+4’ Citro |

| Arbitro: | La Penna (Roma) |

|            |           |  |
| Pisano 76’ | Marcatori |  |

| Arbitro: | Piccinini (Forlì) |

|                                  |           |               |
| Caputo 17’, 28’ Masucci 30’, 70’ | Marcatori | 60’ Gălăbinov |

| Arbitro: | Di Martino (Teramo) |

|                             |           |          |
| Arrighini 13’ Strizzolo 65’ | Marcatori | 65’ Diaw |

#### Girone di ritorno
| Arbitro: | Pinzani (Empoli) |

|                            |           |            |
| Troiano 90+1’ Caputo 90+5’ | Marcatori | 2’ Dionisi |

| Arbitro: | Minelli (Varese) |

|                       |           |                           |
| Lašík 27’ Moretti 86’ | Marcatori | 35’ Catellani 67’ Troiano |

| Arbitro: | Ros (Pordenone) |

|          |           |                   |
| Çani 78’ | Marcatori | 73’ (rig.) Caputo |

| Arbitro: | Saia (Palermo) |

|  |           |                                       |
|  | Marcatori | 6’ (rig.) Floccari 10’ Mora 17’ Costa |

| Perugia 18 febbraio 2017, ore 15:00 CET 26ª giornata | Perugia            | 0 – 0 referto | Virtus Entella | Stadio Renato Curi (8 280 spett.)\| Arbitro: \| Illuzzi (Molfetta) \| |
| Arbitro:                                             | Illuzzi (Molfetta) |               |                |                                                                       |

| Arbitro: | Manganiello (Pinerolo) |

|                          |           |  |
| Caputo 58’ Catellani 72’ | Marcatori |  |

| Arbitro: | Serra (Torino) |

|                  |           |                                      |
| De Luca 25’, 80’ | Marcatori | 62’ (aut.) A. Esposito 75’ Pellizzer |

| Arbitro: | Chiffi (Padova) |

|                     |           |  |
| Ammari 27’ Diaw 81’ | Marcatori |  |

| Benevento 11 marzo 2017, ore 15:00 CET 30ª giornata | Benevento             | 0 – 0 referto | Virtus Entella | Stadio Ciro Vigorito (7 717 spett.)\| Arbitro: \| Abbattista (Molfetta) \| |
| Arbitro:                                            | Abbattista (Molfetta) |               |                |                                                                            |

| Arbitro: | Pinzani (Empoli) |

|  |           |          |
|  | Marcatori | 34’ Coda |

| Arbitro: | Sacchi (Macerata) |

|                                 |           |          |
| Caputo 35’ (rig.) Catellani 76’ | Marcatori | 2’ Crimi |

| Arbitro: | Piccinini (Forlì) |

|                                        |           |                        |
| A. Ferrante 53’ Iacobucci 90+4’ (aut.) | Marcatori | 18’ Moscati 74’ Caputo |

| Arbitro: | Minelli (Varese) |

|                              |           |                  |
| Troiano 6’ Caputo 71’ (rig.) | Marcatori | 60’ (rig.) Cacia |

| Arbitro: | Baroni (Firenze) |

|           |           |  |
| Morra 83’ | Marcatori |  |

| Arbitro: | Mainardi (Bergamo) |

|          |           |             |
| Mota 76’ | Marcatori | 86’ Diakité |

| Arbitro: | Chiffi (Padova) |

|                           |           |  |
| Migliore 58’ Pulzetti 80’ | Marcatori |  |

| Arbitro: | Marinelli (Tivoli) |

|  |           |               |
|  | Marcatori | 84’ Buonaiuto |

| Arbitro: | Manganiello (Pinerolo) |

|                         |           |  |
| Nizetto 33’ Barillà 38’ | Marcatori |  |

| Arbitro: | Pezzuto (Lecce) |

|                   |           |                     |
| Caputo 54’ (rig.) | Marcatori | 4’ Bessa 10’ Pisano |

| Arbitro: | Mainardi (Bergamo) |

|                            |           |  |
| G. Sansone 43’ Orlandi 51’ | Marcatori |  |

| Arbitro: | Sacchi (Macerata) |

|                                           |           |               |
| Tremolada 19’, 43’ Catellani 27’ Diaw 33’ | Marcatori | 74’ Chiaretti |

### Coppa Italia
| Arbitro: | Pinzani (Empoli) |

|                              |           |  |
| Troiano 25’ (rig.) Gerli 87’ | Marcatori |  |

| Arbitro: | Maresca (Napoli) |

|                                          |           |  |
| Meggiorini 37’ Castro 64’ Pellissier 83’ | Marcatori |  |

## Statistiche

### Statistiche di squadra
| Competizione | Punti       | In casa | In casa | In casa | In casa | In casa | In casa | In trasferta | In trasferta | In trasferta | In trasferta | In trasferta | In trasferta | Totale | Totale | Totale | Totale | Totale | Totale | DR |
| Competizione | Punti       | G       | V       | N       | P       | Gf      | Gs      | G            | V            | N            | P            | Gf           | Gs           | G      | V      | N      | P      | Gf     | Gs     | DR |
| ------------ | ----------- | ------- | ------- | ------- | ------- | ------- | ------- | ------------ | ------------ | ------------ | ------------ | ------------ | ------------ | ------ | ------ | ------ | ------ | ------ | ------ | -- |
| Serie B      | 54          | 21      | 12      | 5       | 4       | 38      | 20      | 21           | 1            | 10           | 10           | 16           | 31           | 42     | 13     | 15     | 14     | 54     | 51     | +3 |
| Coppa Italia | terzo turno | 1       | 1       | 0       | 0       | 2       | 0       | 1            | 0            | 0            | 1            | 0            | 3            | 2      | 1      | 0      | 1      | 2      | 3      | -1 |
| Totale       | 54          | 22      | 13      | 5       | 4       | 40      | 20      | 22           | 1            | 10           | 11           | 16           | 34           | 44     | 14     | 15     | 15     | 56     | 54     | +2 |

### Andamento in campionato
| Giornata  | 1  | 2 | 3  | 4  | 5 | 6 | 7 | 8 | 9 | 10 | 11 | 12 | 13 | 14 | 15 | 16 | 17 | 18 | 19 | 20 | 21 | 22 | 23 | 24 | 25 | 26 | 27 | 28 | 29 | 30 | 31 | 32 | 33 | 34 | 35 | 36 | 37 | 38 | 39 | 40 | 41 | 42 |
| --------- | -- | - | -- | -- | - | - | - | - | - | -- | -- | -- | -- | -- | -- | -- | -- | -- | -- | -- | -- | -- | -- | -- | -- | -- | -- | -- | -- | -- | -- | -- | -- | -- | -- | -- | -- | -- | -- | -- | -- | -- |
| Luogo     | T  | C | C  | T  | C | T | C | T | C | T  | T  | C  | T  | C  | T  | C  | T  | C  | T  | C  | T  | C  | T  | T  | C  | T  | C  | T  | C  | T  | C  | C  | T  | C  | T  | C  | T  | C  | T  | C  | T  | C  |
| Risultato | P  | V | N  | N  | V | P | V | N | V | N  | V  | V  | P  | N  | P  | N  | N  | N  | P  | V  | P  | V  | N  | N  | P  | N  | V  | N  | V  | N  | P  | V  | N  | V  | P  | N  | P  | P  | P  | P  | P  | V  |
| Posizione | 21 | 9 | 11 | 11 | 4 | 9 | 6 | 6 | 5 | 4  | 3  | 2  | 8  | 6  | 7  | 7  | 8  | 8  | 9  | 8  | 8  | 7  | 7  | 7  | 8  | 10 | 8  | 10 | 9  | 10 | 10 | 7  | 7  | 7  | 8  | 8  | 8  | 9  | 11 | 12 | 13 | 11 |

Fonte:  EVOLUZIONE CLASSIFICA SERIE B 16/17, su transfermarkt.it.
Legenda:

Luogo: C = Casa; T = Trasferta. Risultato: V = Vittoria; N = Pareggio; P = Sconfitta.